# Euzathanius
Euzathanius är ett släkte av skalbaggar. Euzathanius ingår i familjen vivlar.
Kladogram enligt Catalogue of Life:
| Euzathanius | \| \| Euzathanius undulatus \| \| \| \| |
|             | \| \| Euzathanius undulatus \| \| \| \| |
|             | Euzathanius undulatus                   |
|             |                                         |